# 2001年澳大利亚网球公开赛
2001年澳大利亚网球公开赛。

## 冠军
单打列出冠亚军以及决赛比分，双打列出冠军组合。

### 男子单打
主条目：2001年澳洲網球公開賽男子單打比賽
安德烈·阿加西（美国）6-4 6-2 6-2 阿诺·克莱门特（法国）

### 女子单打
主条目：2001年澳洲網球公開賽女子單打比賽
珍妮弗·卡普里亚蒂（美国）6-4 6-3 玛蒂娜·辛吉斯（瑞士）

### 男子双打
主条目：2001年澳洲網球公開賽男子雙打比賽
約納斯·比約克曼（瑞典）/托德·伍德布里奇（澳大利亚）

### 女子双打
主条目：2001年澳洲網球公開賽女子雙打比賽
大威廉姆斯（美国）/小威廉姆斯（美国）

### 混合双打
主条目：2001年澳洲網球公開賽混合雙打比賽
科麗娜·莫拉留（美国）/埃利斯·费雷拉（南非）
| 前任： 2000年澳大利亚网球公开赛 | 澳大利亚网球公开赛 2001年 | 繼任： 2002年澳大利亚网球公开赛 |
| 前任： 2000年美国网球公开赛     | 网球大满贯 2001年         | 繼任： 2001年法国网球公开赛     |